# Hiroshi Katō
Hiroshi Kato (加藤弘 Kato Hiroshi , nacido en Tokio,1935 - 2 de diciembre de 2012) fue un maestro de Aikido (8.º Dan). Vivió en Tokio, Japón y viajaba alrededor del mundo para compartir sus conocimientos sobre este arte. Sensei Kato fue estudiante de Morihei Ueshiba. Desde 1975, Sensei Kato estuvo enseñando en su dojo "Suginami Aikikai" que se encuentra en el distrito de Ogikubo y tiene alrededor de 100 alumnos.

## Primeros años y entrenamiento
Kato-sensei comenzó con el Aikido en 1954 en el Hombu Dojo bajo la instrucción del fundador, Morihei Ueshiba también conocido como O’Sensei. Introducido al Aikikai Hombu Dojo a través de los contactos de su madre cuando él tenía 19 años, entrenaba a diario y empleaba muchas horas en su práctica personal. Durante el día trabajaba en la imprenta, así que iba a clases por la noche (por esta razón no puedo ser uchideshi), y no aparece en fotografías con ellos. Continuó entrenando regularmente durante 52 años en el Aikikai Hombu Dojo.
Después de sus 10 primeros años en Hombu Dojo, Kato-sensei ocasionalmente tenía oportunidad de estar con el Fundador. Sigue predicando un aikido a través de la imagen del fundador, decía: "Para mi, el Fundador no está muerto. El vive aun en mi mente y mi corazón."

## Enseñando
En 1965, un grupo informal de práctica con el nombre Yagyu-kai fue formado bajo su guía e instrucciones. La mayoría de los miembros eran cinturón negro.
Hace varios años, abandonó su trabajo y se dedicó plenamente a la enseñanza del aikido. 
En 1994, recibió su 8.º Dan, y en el mismo año, empezó a enseñar aikido en Estados Unidos. Viajaba a Estados Unidos para enseñar en dojos de California y Texas 2 veces al año.
- Datos: Q5770906